# Сальтаціонізм
Сальтаціонізм (від лат. saltus — стрибок) — група еволюційних теорій, за якими видоутворення відбувається дуже швидко, іноді протягом кількох поколінь. Одним з гіпотетичних механізмів, який стверджують ці теорії, є поява нових особин, що різко відрізняються від наявної в популяції норми й є репродуктивно ізольованими від представників батьківського виду.
Сальтаціонізм менш розроблений, ніж синтетична теорія еволюції (СТЕ), але дозволяє пояснити явища, з якими у останньої виникають труднощі; зокрема:
- Неповнота палеонтологічного літопису — відсутність безперервних рядів перехідних форм між видами і надвидовими таксонами;[джерело?]
- Очікуване різке зниження конкуренто- і життєздатності у перехідних форм в порівнянні з вихідним видом.[джерело?]

## Історія уявлень про механізми сальтаціонізму
Перші наукові уявлення в рамках сальтаціоністських концепцій були сформульовані Гуго де Фрізом у 1901 році. Вивчаючи успадкування ознак у рослини енотери Ламарка (Oenothera lamarckiana), він спостерігав появу нових форм, що морфологічно різко відрізнялись від батьківських. На підставі отриманих результатів він сформулював мутаційну теорію, основним положенням якої була раптовість появи нових, раніше неіснуючих видів шляхом одиничних мутаційних подій. Подальші дослідження показали, що обраний модельний об'єкт був поліморфний за хромосомними перебудовами, й нові форми відповідають лише новим комбінаціям цих перебудов, і не є видами.
У середині XX століття біологом Ріхардом Гольдшмідтом було сформульовано уявлення про системну мутацію — це особливий тип мутації, що призводить до появи особин, які різко відрізняються морфологічно від вихідних форм та які здатні дати початок новим видам. Згідно з уявленнями прихильників сальтаціонізму, системні мутації пов'язані зі зміною особливих консервативних ділянок геному, відповідальних за регуляцію морфогенезу.

## Проблеми теорії
Одним із проблемних місць сальтаційних теорій є складність пошуку статевих партнерів для одиничних представників нового виду, оскільки формується репродуктивна ізоляція з батьківським видом.